# Wilnaer Truppe

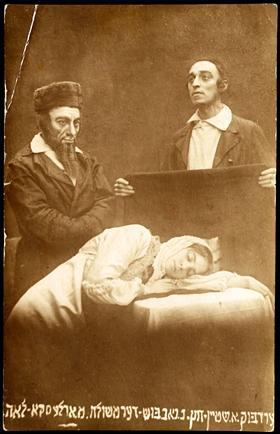
Noach Nachbush, Miriam Orleska und Alexander Stein in einer Aufführung des Dibbuk (1920)

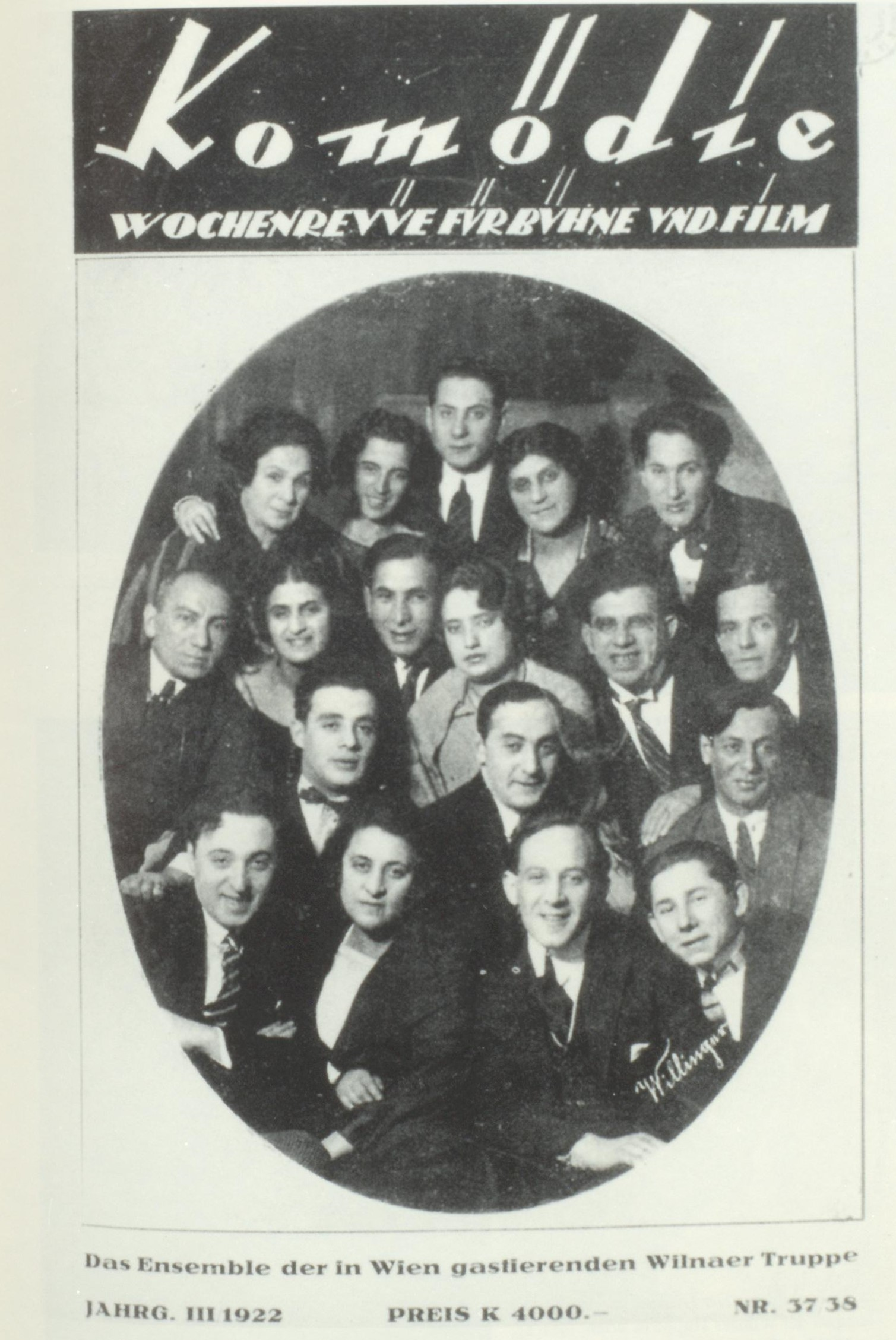
Wilnaer Truppe beim Gastspiel in Wien (1922)

Die Wilnaer Truppe (jiddisch ווילנער טרופע Wilner trupe, polnisch Trupa Wileńska, englisch Wilna troup) war ein Ensemble jüdischer Schauspieler, das Theaterstücke in jiddischer Sprache spielte. Es besaß keine eigene dauerhafte Spielstätte.
Die Truppe war wahrscheinlich das bekannteste jiddische Theater in den USA und Westeuropa und machte dort das jiddische Theater populär.

## Geschichte
1916 entstand die Truppe wahrscheinlich aus Mitgliedern des sich auflösenden Wilnaer Staatstheaters. Nach Auftritten in Grodno und Białystok ließen sie sich bald in Warschau nieder. Dort feierten sie erste Erfolge, u. a. mit An-skis Der Dibbuk (1920). Sie tourten bald regelmäßig durch England, Frankreich und die USA, wo sie sehr populär wurden.
Von 1924 bis 1927 gastierte die Truppe in Rumänien. 1929 trat Jakub Rotbaum in die Gruppe ein und versuchte ein soziales und politisches Theater in Polen zu etablieren sowie die Beschränkung auf jüdische Themen aufzuheben. 
Im Gefolge der Weltwirtschaftskrise löste sich die Truppe 1935 auf.